# Trachiňanky
Trachiňanky je starověká řecká tragédie, jejímž autorem je Sofoklés.
Popisuje závěrečnou fázi života bájného řeckého hrdiny Hérakla, který se vrací ke své ženě Déinateiře. Ta kdysi získala od umírajícího kentaura prostředek, který jí měl zajistit manželovu přízeň. V okamžiku, když má pocit, že by mohla o manžela přijít, protože si prý našel milenku, rozhodne se tento kouzelný prostředek použít. Do krve kentaura namočí oděv, který Hérakla usmrtí. Nešťastná nad jeho úmrtím si sama vezme život. Takto byla naplněna věštba, která měla přinést hrdinovi klid po dlouhých útrapách.